# Regiunea Putna

Regiunea Putna în cadrul împărțirii administrative a României 1950-1952

Regiunea Putna a fost o diviziune administrativ-teritorială situată în zona de centru-est a Republicii Populare Române, înființată în anul 1950, când au fost desființate județele (prin Legea nr.5/6 septembrie 1950). Ea a existat până în anul 1952, când teritoriul său a fuzionat cu o parte din regiunea Bârlad (fără raioanele Huși și Vaslui încorporate în regiunea Iași).

## Istoric
Reședința regiunii a fost la Focșani, iar teritoriul său cuprindea o suprafață asemănătoare cu cea a actualului județ Vrancea. A fost desființat în 1952, cinci din cele șase raioane fiind încorporate în regiunea Bârlad, al șaselea, raionul Măicănești fiind încorporat de regiunea Galați.

## Vecinii regiunii Putna
Regiunea Putna se învecina:
- 1950-1952: la est cu regiunile Bârlad și Galați, la sud cu regiunile Galați și Buzău, la vest cu regiunile Buzău și Stalin, iar la nord cu regiunea Bacău.

## Raioanele regiunii Putna
Între 1950 și 1952, Regiunea Putna cuprindea 6 raioane: Adjud, Focșani, Năruja, Panciu, Tecuci și Măicănești.